# Yopohué
Yopohué est une localité du centre-ouest de la Côte d'Ivoire et appartenant au département de Gagnoa, dans la région du Gôh (ex-Fromager). Cette localité  est un chef-lieu de Sous-Préfecture composé de cinq villages qui sont aujourd'hui devenus des quartiers : Léhipa, Konépa, Itia, Lawréhi et Gouèzilipa. Le nom administratif est Boko1, du nom de la tribu dont sont originaires ces cinq composantes. En réalité, la tribu de Boko fait partie des quatre tribus issues du canton Zédi (Boko, Nagadoukou, Dibolé et Ziplignan). Boko est composé de sept villages, dont les deux autres membres se nomment Gopa et Métépa qui se situent à cinq kilomètres de Yopohué et s'appellent Boko 2.
Yopohué couvre une superficie de 3 km2 et abrite environ 4 000 âmes. La localité se situe à 38 km du chef -lieu départemental (Gagnoa), à 15 km de l'ancienne sous-préfecture de Ouragahio, à 18 km de la nouvelle sous-préfecture de Bayota, à 33 km de Sinfra, de 93 km de la capitale Yamoussoukro et à 307 km d'Abidjan. Elle est une localité du centre-ouest de la Côte d'Ivoire et appartient au département de Gagnoa, dans la région du Gôh (ex-Fromager).
Historiquement, la provenance de la population est d'origine diverse. Il se pourrait que l’appellation <boko> vienne du mot Bakwé, peuple situé dans la région du sud -ouest de la Côte d'Ivoire (Tabou, San Pédro, etc.). Des témoignages non écrits renforcent cette affirmation car au début des années 1960, un instituteur originaire de Boko-Léhipa (Koudougnon Jules) qui enseignait dans la région de Tabou, s'est fait raconter une histoire de Bakwé (originaire Tabou) qui se transformaient en éléphants pour aller saccager les champs de bananes à BOKO. Celui qui les a chassés se nommait Koudougnon ôdrai, le propre père de l'instituteur. Il n'a jamais osé dévoiler son identité. Ceci peut supposer la connaissance de BOKO par les Bakwé, nom que les habitants de BOKO eux-mêmes se donnent le nom:Les Bôkwéa. Il y a aussi des habitants de BOKO qui viennent de Ouragahio, Gadoukou, Zébizékou, Zipazipa, Gbapa, Dibolé Bahompa, ou dibolé sanepa ou gazénépa, etc. En plus des brassages avec d'autres peuples et les enfants qui sont arrivés avec les mères venant se marier. 
Le site actuel a été choisi par le patriarche Gnagô Kômôzèni, originaire de Gouèzilipa. Au début, les familles étaient installées de façon éparses dans la forêt de Glozohoun. Un jour, il s'est déclenchée une guerre entre différentes familles, causée par le détournement d'une femme. Ainsi, pour se soustraire à ces batailles rangées, Gnagô est allé créer un nouveau village où les autres l'ont rejoint. Le dernier groupe à les rejoindre s'appelle Lawréhi, après que les autres soient allés les chercher en disant : Arrêtez la guerre, vous êtes des ressortissants du village de Boko. C'est pourquoi Lawréhia s'appelle aussi : Bôkôzoukou. La partie adverse ira créer un autre village : Lagrôkou (village des gens installés dans leurs plantations). Ce grand village de Bokoh était tellement peuplé par rapport aux autres qu'on les qualifia de Yokpoa, nombreux comme des fourmis magnans, d'où Yokpohua (ou yopohué), enfants de fourmis magnans.